# 軌間の一覧
軌間の一覧（きかんのいちらん）では、世界の鉄道の軌間について記す。
なお、★印のリンクは他言語版へのリンクである。

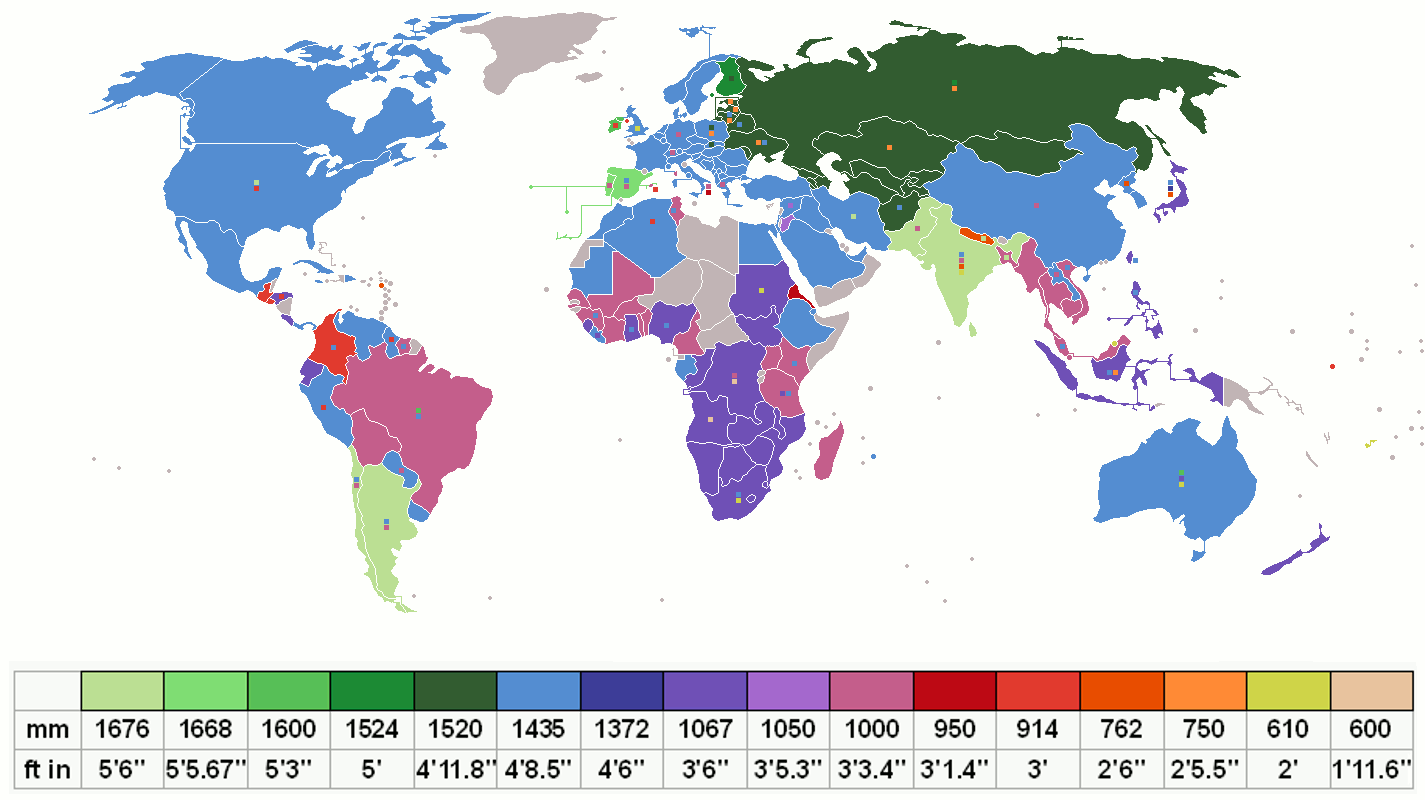
軌間の分布

## 主な軌間
| 軌間       | 軌間             | 別名                                       | 記事                                                                                |
| メートル法 | ヤード・ポンド法 | 別名                                       | 記事                                                                                |
| ---------- | ---------------- | ------------------------------------------ | ----------------------------------------------------------------------------------- |
| 1,676 mm   | 5 ft 6 in        | インディアンゲージ                         |                                                                                     |
| 1,668 mm   | (5 ft 52⁄3 in)   | イベリア軌間、イベリアンゲージ             |                                                                                     |
| 1,600 mm   | 5 ft 3 in        | アイルランド軌間、アイリッシュゲージ       |                                                                                     |
| 1,520 mm   | (4 ft 115⁄6 in)  | ロシア軌間、ルシアンゲージ                 | 元は1524mm（5ft）                                                                   |
| 1,435 mm   | 4 ft 81⁄2 in     | 標準軌、スティーヴンソンゲージ             |                                                                                     |
| 1,372 mm   | 4 ft 6 in        | スコッチゲージ、または馬車軌間、東京ゲージ |                                                                                     |
| 1,067 mm   | 3 ft 6 in        | CAP軌間、またはケープ軌間、三六軌間        |                                                                                     |
| 1,000 mm   | (3 ft 33⁄8 in)   | メートル軌間、メーターゲージ               | 広義には、メーターゲージ(Metre gauge)は1000mm以上1067mm以下の軌間を指すこともある。 |
| 762 mm     | (2 ft 6 in)      | インペリアルゲージ、特殊狭軌、二六軌間     |                                                                                     |

## 軌間が 1,435 mm 超（広軌）の国・地域・路線
| 軌間       | 軌間             | 国/地域                    | 記事 |  |
| メートル法 | ヤード・ポンド法 | 国/地域                    | 記事 |  |
| ---------- | ---------------- | -------------------------- | --- |  |
| 5,500 mm   | 18 ft            | イギリス                   | ブライトン～ロッティングディーンの海中横断電車★（1896年開業・1901年廃止） |  |
| 3,330 mm   | 10 ft 11 in      | イギリス                   | マザーウェルのダルゼル製鋼所専用鉄道 |  |
| 3,000 mm   | 9 ft 101⁄8 in    | ドイツ                     | ナチス・ドイツのブライトシュプールバーン（実現せず） |  |
| 2,140 mm   | 7 ft 1⁄4 in      | ポルトガル（アゾレス諸島） | ポンタ・デルガダ港 |  |
| 2,140 mm   | 7 ft 1⁄4 in      | 南アフリカ共和国           | イースト・ロンドンおよびテーブルベイ港★ |  |
| 2,140 mm   | 7 ft 1⁄4 in      | イギリス                   | グレート・ウェスタン鉄道 （1892年5月に標準軌に改軌するまで。 詳細は軌間戦争参照。 その他、ポートランド島（イングランド）、ホリーヘッド（ウェールズ）、 ポートエリン★（マン島）の港湾鉄道。 |  |
| 2,000 mm   | 6 ft 6 3⁄4 in    | イギリス（スコットランド） | ケアンゴーム登山鉄道★ - ケーブルカー |  |
| 1,980 mm   | 6 ft 519⁄20 in   | イスラエル                 | ハイファ、カルメリット（ケーブルカー） |  |
| 1,945 mm   | 6 ft 423⁄40 in   | オランダ                   | 1839年から1866年まで、Hollandsche IJzeren Spoorweg-Maatschappij★が使用。 |  |
| 1,880 mm   | 6 ft 2 in        | イギリス（北アイルランド） | アルスターレイルウェイ★（1839年 - 1846年） |  |
| 1,829 mm   | 6 ft 0 in        | アメリカ                   | エリー鉄道 1880年6月22日まで |  |
| 1,829 mm   | 6 ft 0 in        | ロシア                     | サンクトペテルブルク - ツァールスコエ・セロー鉄道（1837年 - 1897年） |  |
| 1,800 mm   | 5 ft 107⁄8 in    | ドイツ                     | オーバーヴァイスバハ登山鉄道（ケーブルカー区間のみ） |  |
| 1,780 mm   | 5 ft 10 in       | スウェーデン               | スウェーデン広軌 |  |
| 1,750 mm   | 5 ft 89⁄10 in    | フランス                   | パリとリムール★を結ぶソー線★、1891年まで。 |  |
| 1,676 mm   | 5 ft 6 in        | アルゼンチン               | サン・マルティン将軍鉄道（一部標準軌） ミトレ将軍鉄道（一部標準・狭軌） サルミエント鉄道 ロカ将軍鉄道（一部狭軌） |  |
| 1,676 mm   | 5 ft 6 in        | バングラデシュ             | |  |
| 1,676 mm   | 5 ft 6 in        | カナダ                     | グランド・トランク太平洋鉄道★、セント・ルイス・ ローレンス・アンド・ウェスタン鉄道★ シャンプレン・アンド・セント・ローレンス鉄道★において1873年まで。 また、一部ではProvincial gauge★と呼ばれている。 グランド・トランク鉄道★ カナダ・インターコロニアル鉄道★では1875年まで。 |  |
| 1,676 mm   | 5 ft 6 in        | チリ                       | チリ南部鉄道（チリ縦貫鉄道中南部区間・チリ国鉄が保有、一部狭軌） |  |
| 1,676 mm   | 5 ft 6 in        | インド                     | インドの鉄道（一部狭軌） デリーメトロ カルカッタ地下鉄★ インド南部鉄道（一部狭軌） |  |
| 1,676 mm   | 5 ft 6 in        | パキスタン                 | |  |
| 1,676 mm   | 5 ft 6 in        | スコットランド             | 1830年代にアルブロース★周辺の2つの鉄道で使用（詳しくは英語版 スコッチゲージ★を参照）。 |  |
| 1,676 mm   | 5 ft 6 in        | スリランカ                 | |  |
| 1,676 mm   | 5 ft 6 in        | アメリカ                   | メーン・セントラル鉄道★1871年まで。BART（サンフランシスコ湾） |  |
| 1,674 mm   | 5 ft 55⁄6 in     | スペイン                   | バルセロナ地下鉄 1号線のみ。 |  |
| 1,668 mm   | 5 ft 52⁄3 in     | ポルトガル                 | 1664 mm から調整されたもの。 |  |
| 1,668 mm   | 5 ft 52⁄3 in     | スペイン                   | 1672 mm から調整されたもの。 スペイン国鉄。ただしAVEは除く。 |  |
| 1,664 mm   | 5 ft 52⁄3 in     | ポルトガル                 | ポルトガルのみ |  |
| 1,638 mm   | 5 ft 41⁄2 in     | アメリカ                   | ボルチモアの路面電車 |  |
| 1,600 mm   | 5 ft 3 in        | オーストラリア             | 南オーストラリア、 ビクトリア 、 ニューサウスウェールズ（ただしビクトリアへ向かう数路線のみ） タスマニア、デロレーン★からローンセストン★へ向かう路線のみ（1871年開業、1888年に1,067mmへ改軌） |  |
| 1,600 mm   | 5 ft 3 in        | ブラジル                   | リオデジャネイロ州、サンパウロ州、ミナスジェライス州を結ぶ路線 パラー州、マラニョン州、マットグロッソ州、マットグロッソ・ド・スル州でも使用。 |  |
| 1,600 mm   | 5 ft 3 in        | ドイツ                     | バーデン（1838年 - 1854年） |  |
| 1,600 mm   | 5 ft 3 in        | アイルランド               | アイルランド全土で使用、詳しくは英語版のIrish broad gauge★を参照。 |  |
| 1,600 mm   | 5 ft 3 in        | ニュージーランド           | カンタベリー地方鉄道★ （ただし、1876年に1,067mmへ改軌） |  |
| 1,588 mm   | 5 ft 21⁄2 in     | アメリカ                   | 南東ペンシルベニア交通局 地下鉄・路面電車 およびニューオリンズ路面電車★、シンシナティ |  |
| 1,581 mm   | 5 ft 21⁄4 in     | アメリカ                   | 南東ペンシルベニア交通局の一部 |  |
| 1,575 mm   | 5 ft 2 in        | アイルランド               | ダブリン・アンド・ドロヘダ鉄道★（1844年 - 1846年） |  |
| 1,537 mm   | 5 ft 01⁄2 in     | イギリス                   | ブラックウォール鉄道★ |  |
| 1,524 mm   | 5 ft 0 in        | アフガニスタン             | |  |
| 1,524 mm   | 5 ft 0 in        | フィンランド               | |  |
| 1,524 mm   | 5 ft 0 in        | スウェーデン               | ハパランダ (Haparanda) のごく一部の貨物線。ただし、2013年開通予定のスウェーデンのパヤラ★とフィンランドのコラリ★を結ぶ路線もこの軌間になる予定。 |  |
| 1,524 mm   | 5 ft 0 in        | アメリカ                   | アメリカ合衆国南部（1886年以前） |  |
| 1,524 mm   | 5 ft 0 in        | パナマ                     | パナマ地峡鉄道（2000年に標準軌へ改軌） |  |
| 1,520 mm   | 4 ft 115⁄6 in    | アルメニア                 | |  |
| 1,520 mm   | 4 ft 115⁄6 in    | アゼルバイジャン           | |  |
| 1,520 mm   | 4 ft 115⁄6 in    | ベラルーシ                 | |  |
| 1,520 mm   | 4 ft 115⁄6 in    | ブルガリア                 | ヴァルナからオデッサもしくはポティへ向かうフェリーの貨物輸送用に使用。ただし、三線軌条となっており、1,520mm、1,435mmの軌道が敷設されている。 |  |
| 1,520 mm   | 4 ft 115⁄6 in    | エストニア                 | |  |
| 1,520 mm   | 4 ft 115⁄6 in    | ジョージア                 | |  |
| 1,520 mm   | 4 ft 115⁄6 in    | ドイツ                     | ザスニツ★からクライペダ、もしくはバルチースクへ向かうフェリー乗り場の貨物線で使用されているのみ。 |  |
| 1,520 mm   | 4 ft 115⁄6 in    | 香港                       | ピークトラム |  |
| 1,520 mm   | 4 ft 115⁄6 in    | カザフスタン               | |  |
| 1,520 mm   | 4 ft 115⁄6 in    | キルギスタン               | |  |
| 1,520 mm   | 4 ft 115⁄6 in    | ラトビア                   | |  |
| 1,520 mm   | 4 ft 115⁄6 in    | リトアニア                 | |  |
| 1,520 mm   | 4 ft 115⁄6 in    | モルドバ                   | |  |
| 1,520 mm   | 4 ft 115⁄6 in    | モンゴル                   | |  |
| 1,520 mm   | 4 ft 115⁄6 in    | ポーランド                 | ポーランド国鉄の一部区間（英語版Linia Hutnicza Szerokotorowa★など）。詳しくはポーランドの鉄道路線一覧★ |  |
| 1,520 mm   | 4 ft 115⁄6 in    | ロシア                     | |  |
| 1,520 mm   | 4 ft 115⁄6 in    | スロバキア                 | ウクライナ鉄道に接続するチョプ-チエルナ・ナト・ティソウ鉄道線チエルナ・ナト・ティソウ国境-チエルナ・ナト・ティソウ広軌線鉄道駅間（営業キロ 8.8 km、標準軌線併設）およびウージホロド-ハニスカ・プリ・コシツィアフ鉄道線マチョウツェ国境-ハニスカ・プリ・コシツィアフ広軌線鉄道駅（営業キロ 88.1 km、マチョウツェ以西は標準軌線併設）の両スロバキア国鉄線。鉄道企業体カーゴ・スロバキアが貨物列車運行を所管。チエルナ・ナド・ティソウ鉄道駅とマチョウツェ鉄道駅に標準軌-広軌間の貨物積み替え施設「東部スロバキア積替ヤード」(VSP, Východoslovenské prekladiská) を設置。 |  |
| 1,520 mm   | 4 ft 115⁄6 in    | タジキスタン               | |  |
| 1,520 mm   | 4 ft 115⁄6 in    | トルクメニスタン           | |  |
| 1,520 mm   | 4 ft 115⁄6 in    | ウクライナ                 | |  |
| 1,520 mm   | 4 ft 115⁄6 in    | ウズベキスタン             | |  |
| 1,495 mm   | 4 ft 107⁄8 in    | カナダ                     | トロント交通局の トロント市地下鉄及び路面電車 |  |
| 1,473 mm   | 4 ft 10 in       | アメリカ                   | アメリカ合衆国中西部（南北戦争以降に採用。オハイオゲージとも） |  |
| 1,458 mm   | 4 ft 92⁄5 in     | ドイツ                     | ライプツィヒ交通事業★ |  |
| 1,450 mm   | 4 ft 91⁄5 in     | ドイツ                     | ドレスデン交通事業★ |  |
| 1,448 mm   | 4 ft 9 in        | イングランド               | マンチェスター&リーズ・レイルウエィズ |  |
| 1,445 mm   | 4 ft 87⁄8 in     | ブラジル                   | Estrada de Ferro do Amapáサンパウロ地下鉄5号線★ |  |
| 1,445 mm   | 4 ft 87⁄8 in     | イタリア                   | ミラノ、トリノ、ローマの路面電車に使用。また、1930年代までの鉄道網にも採用されていた。 |  |
| 1,445 mm   | 4 ft 87⁄8 in     | スペイン                   | マドリード地下鉄 |  |

1. ↑  6 スウェーデンフィート
2. ↑  この軌間のみを指して「広軌」ということもある。
3. ↑  6 カスティーリャフィート
4. ↑  5 ポルトガルフィート

## 軌間が 1,435 mm（標準軌）の国・地域・路線
| 国/地域                        | 鉄道会社 | 記事 |  |
| ------------------------------ | --- | --- |  |
| アルバニア                     | アルバニア鉄道★ | |  |
| アルジェリア                   | アルジェリア鉄道★ | |  |
| アルゼンチン                   | ウルキサ将軍鉄道 ブエノスアイレス地下鉄 ミトレ将軍鉄道の一部（トレン・デ・ラ・コスタ） サン・マルティン将軍鉄道の一部（メトロトランビア・メンドーサ★ | 上記のミトレ将軍鉄道とサン・マルティン将軍鉄道の一部区間は1676 mmより改軌 |  |
| オーストラリア                 | パシフィック・ナショナル★、ピルバラ鉄道★ | 詳しくは英語版オーストラリアの鉄道一覧★参照。 |  |
| オーストリア                   | オーストリア連邦鉄道 | |  |
| ベルギー                       | ベルギー国鉄 | |  |
| ボスニア・ヘルツェゴビナ       | ボスニア・ヘルツェゴビナ鉄道連盟★ ボスニア・ヘルツェゴビナ鉄道輸送★の路線で過去にユーゴスラビア国鉄★であったもの。 | |  |
| ブラジル                       | EFA★では1,440mm（4フィート8.69インチ）を使用。サンパウロ地下鉄5号線★、リオグランデ・ド・スル州におけるアルゼンチン国境のウルグアイアーナ★では1,435mmと1,000mmの三線軌条。ウルグアイ国境のサンタナドリブラメント★においても同様。 ジャグアランに残るリオグランデ・ド・スル州の他路線は休止中。 | EFA★はジェーン鉄道年鑑★1969/1970版によれば1,435mm |  |
| ブルガリア                     | National Railway Infrastructure Company (NRIC) （詳細不明） ブルガリア国鉄 (BDZ) , ソフィア地下鉄, ソフィア港の路面電車 | |  |
| カナダ                         | カナダ太平洋鉄道、カナディアン・ナショナル鉄道、VIA鉄道、BCレイル★、バンクーバー・スカイトレイン、ウエストコーストエクスプレス、オタワO-トレイン★、GOトランジット、エドモントン・トランジットの路面電車★、カナダＣ-トレイン★ | 詳しくは英語版List of Canadian railways\|カナダの鉄道一覧★を参照。 |  |
| 中国                           | 中国国鉄（昆石線、昆河線を除く） 北京、上海、天津、広州、深圳、南京、大連、武漢、大連、長春、重慶、西安の市営鉄道 | |  |
| クロアチア                     | クロアチア鉄道 の内、元ユーゴスラビア国鉄★の路線であったもの。 | 詳しくは英語版Transport in Croatia\|クロアチアの交通★を参照。 |  |
| キューバ                       | キューバ鉄道 | |  |
| チェコ                         | 鉄道施設管理公団 (Správa železniční dopravní cesty, státní organizace)。チェコ鉄道などが旅客列車、ČDカーゴなどが貨物列車を運行。 | |  |
| デンマーク                     | デンマーク国鉄 | |  |
| エジプト                       | エジプト鉄道 | |  |
| イングランド                   | リバプール・アンド・マンチェスター鉄道 | 世界最初の標準軌とされる。 |  |
| エストニア                     | エストニア国鉄★ | 初期に1,520mmで建設されたものは第二次世界大戦中に改軌されている。また、第二次世界大戦中に建設された産業鉄道は最初から1,520mmであった。1944年から45年にかけて1,435mmに再改軌された。                                                   |  |
| フィンランド                   | フィンランド鉄道庁 | トゥルクからストックホルム、もしくはトルニオ★の貨物ヤードを結ぶ鉄道連絡船のみで使用。 |  |
| フランス                       | フランス国鉄（一部のローカル線を除く）、パリ交通公団（地下鉄、トラム）、リヨン・マルセイユの地下鉄、トラム（リール・サンチティエンヌを除くすべて） | ゴムタイヤ式の地下鉄も、1435mmゲージのレールを使用する。 |  |
| ドイツ                         | ドイツ鉄道 | |  |
| ギリシャ                       | ギリシャ国鉄★ | |  |
| 香港                           | 香港鉄路有限公司 | ただし、香港MTRの路線は1,432mm |  |
| ハンガリー                     | ハンガリー国鉄 | |  |
| インド                         | カルカッタの路面電車 | |  |
| イラン                         | | |  |
| イラク                         | | |  |
| アイルランド                   | ルアス | ダブリンのみ |  |
| イスラエル                     | イスラエル鉄道によって管理されているエルサレムの路面電車★。 | |  |
| イタリア                       | | |  |
| 日本                           | 新幹線、奥羽本線の一部、田沢湖線、博多南線、上越線ガーラ湯沢支線、仙台市地下鉄東西線、京成電鉄、新京成電鉄、北総鉄道、芝山鉄道、京浜急行電鉄、小田急箱根の大部分、東京メトロ銀座線、東京メトロ丸ノ内線、都営地下鉄浅草線、都営地下鉄大江戸線、横浜市営地下鉄、名古屋市営地下鉄（東山線・名城線・名港線）、近畿日本鉄道（ただし南大阪線、吉野線、道明寺線、長野線、御所線（1,067mm）を除く）、 京阪電気鉄道、京福電気鉄道､叡山電鉄､阪急電鉄、阪神電気鉄道、山陽電気鉄道、北大阪急行電鉄、能勢電鉄、北神急行電鉄､阪堺電気軌道、京都市営地下鉄、大阪市営地下鉄(現:大阪市高速電気軌道)、神戸市営地下鉄、広島電鉄、高松琴平電気鉄道、西日本鉄道（ただし貝塚線（1,067mm）を除く）、福岡市地下鉄七隈線、筑豊電気鉄道、長崎電気軌道、熊本市交通局、鹿児島市交通局 | |  |
| 大韓民国                       | | |  |
| 朝鮮民主主義人民共和国         | | |  |
| レバノン                       | | ほぼ全ての路線が運休中。 |  |
| リビア                         | 鉄道網を建設中 | |  |
| リトアニア                     | | 国境の町シェシュトカイ★からポーランドへ向かう路線。ただし、Mockava★からシェシュトカイの間は三線軌条。 |  |
| マケドニア                     | | |  |
| マレーシア                     | ラピドKL（クラナ・ジャヤ線、アンパン線）、KLIAエクスプレス | |  |
| メキシコ                       | | 詳しくは英語版メキシコの鉄道一覧★を参照。 |  |
| モナコ                         | | |  |
| モンテネグロ                   | | |  |
| モロッコ                       | | |  |
| ニカラグア                     | カリブ海側の路線 | 2001年までに全ての路線が廃止 |  |
| オランダ                       | オランダ鉄道 | |  |
| ノルウェイ                     | | |  |
| パナマ                         | パナマ地峡鉄道 | 2000年に1,524mmから改軌。 |  |
| パラグアイ                     | カルロス・アントニオ・ロペス鉄道 | ほかに狭軌路線が存在する |  |
| ペルー                         | 鉄道開発公社★ 傘下のペルー中央鉄道（カヤオ-リマ- ラ・オロヤ★-ワンカヨを結ぶ路線、及びラ・オロヤ-セロ・デ・パスコ★を結ぶ路線） ペルー・レイルが運営するアレキパ★-プーノ間、及びプーノ-クスコ間。 タクナ州が運営する、イロ★-モケグア★を結ぶ鉱山鉄道。タクナ★とチリのアリカ★を結ぶ路線。リマ近郊電気鉄道 (Electric suburban railway of Lima) | |  |
| フィリピン                     | マニラ・ライトレール・トランジット・システム、マニラ地下鉄★ | |  |
| ポーランド                     | 詳しくはポーランドの鉄道路線一覧 | |  |
| ルーマニア                     | | |  |
| ロシア                         | ロストフ・ナ・ドヌ からポーランドを抜けてカリーニングラードへ至る路面電車。 | |  |
| セルビア                       | | |  |
| シンガポール                   | MRT | |  |
| スロバキア                     | スロバキア国鉄。鉄道企業体スロバキアが旅客列車、鉄道企業体カーゴ・スロバキアが貨物列車を運行。 | |  |
| スロベニア                     | | |  |
| 南アフリカ                     | ハウトレイン | |  |
| スペイン                       | AVE、バルセロナ地下鉄の内、バルセロナ交通局の運営する2号線、3号線、4号線、5号線（TMBを参照）。 カタルーニャ公営鉄道が運営する6号線、7号線（FGCを参照） 。 また、カタルーニャ公営鉄道が運営するバルセロナ-テッサーラ間を結ぶS1線★などS2線★、S5線★、S55線★。 | その他の路線はほとんどが1,668mm（一部1,000mm） |  |
| スウェーデン                   | | |  |
| スイス                         | | |  |
| シリア                         | | |  |
| 台湾                           | 台北捷運、台湾高速鉄道、高雄捷運、桃園捷運 | |  |
| タイ                           | バンコク・スカイトレイン、バンコク・メトロ、エアポート・レール・リンク | |  |
| チュニジア                     | 鉄道網の内、北部 | |  |
| トルコ                         | トルコ国鉄 | |  |
| イギリス（グレートブリテン島） | リバプール・アンド・マンチェスター鉄道（1830年） | 詳しくは英語版Railway Regulation (Gauge) Act 1846★を参照。 |  |
| アメリカ                       | セントラルパシフィック鉄道★、ユニオン・パシフィック鉄道（詳しくはList of United States railroads★及びList of defunct United States railroads★を参照） | 両鉄道が敷設された1863年以前より標準軌は使用されていたが、1863年3月3日に制定されたパシフィック鉄道法★により、政府の支援を受けた鉄道は標準軌を使用することが決定した。そのため、アメリカの鉄道においては標準軌が普及することとなった。 |  |
| ウルグアイ                     | | |  |
| ベトナム                       | ハノイ以北、中華人民共和国国境までの路線 | 但しベトナム国内ではメーターゲージを含めた三線軌条となっている。 |  |
| ラオス                         | | |  |

## 軌間が 1,067 mm 超、1,435 mm（標準軌）未満の国・地域・路線
| 軌間       | 軌間             | 国/地域              | 記事 |
| メートル法 | ヤード・ポンド法 | 国/地域              | 記事 |
| ---------- | ---------------- | -------------------- | --- |
| 1,422 mm   | 4 ft 8 in        | アメリカ             | ワシントン山登山鉄道★ |
| 1,422 mm   | 4 ft 8 in        | イングランド         | 元々の標準軌。その変遷については、英語版ゲージの起源★を参照。                                                            |
| 1,416 mm   | 4 ft 73⁄4 in     | スコットランド       | スコットランドの路面電車（詳しくは英語版スコットランドの路面電車一覧★を参照。                                            |
| 1,384 mm   | 4 ft 61⁄2 in     | スコットランド       | スコットランドの各鉄道会社（1840年以前）。詳しくは4フィート6インチ軌間#スコットランドを参照。                            |
| 1,372 mm   | 4 ft 6 in        | 日本                 | 京王電鉄（京王井の頭線を除く）、都営地下鉄新宿線、都電荒川線、東急世田谷線、函館市企業局交通部、東京馬車鉄道（現存せず） |
| 1,372 mm   | 4 ft 6 in        | スコットランド       | スコットランドの各鉄道会社。詳しくは1372 mm軌間で建設されたスコットランドの鉄道を参照。                                  |
| 1,245 mm   | 4 ft 1 in        | イングランド         | 1881年以降の標準に使われた。詳しくは英語版ミドルトン鉄道★を参照。                                                        |
| 1,219 mm   | 4 ft 0 in        | ウェールズ           | パダルン鉄道★、サンダースフット鉄道★                                                                                     |
| 1,219 mm   | 4 ft 0 in        | スコットランド       | グラスゴー地下鉄。その他、英語版ファルカーク (Falkirk)★ を参照。                                                         |
| 1,219 mm   | 4 ft 0 in        | イングランド         | ファースブルック鉄道★、レッドルース・アンド・チェイスウォーター鉄道★                                                     |
| 1,217 mm   | 3 ft 117⁄8 in    | スウェーデン         | |
| 1,200 mm   | 3 ft 111⁄4 in    | スイス               | ライネック - ヴァルツェンハウゼン登山鉄道★（元々ケーブルカーであったが、ラック式登山鉄道に変更された）                   |
| 1,188 mm   | 3 ft 103⁄4 in    | スウェーデン         | |
| 1,106 mm   | 3 ft 71⁄2 in     | オーストリア・チェコ | オーストリア・ザルツカンマーグートのグムンデン - チェコのチェスケー・ブジェヨヴィツェ間                                  |
| 1,100 mm   | 3 ft 71⁄3 in     | ブラジル             | リオデジャネイロのサンタ・テレーザ (Santa Teresa) を走る路面電車                                                         |
| 1,100 mm   | 3 ft 71⁄3 in     | イタリア             | ヴァレーゼの鉄道 |
| 1,093 mm   | 3 ft 7 in        | スウェーデン         | Köping-Uttersberg-Riddarhyttan Railway★で1864年から1968年まで用いられた。ただし、これは幅を誤って敷設したものである。    |

## 軌間が 1,067 mm (3 ft 6 in) の国・地域・路線
| 国/地域          | 記事 |
| ---------------- | --- |
| アンゴラ         | トランスポート・イン・アンゴラ★、ベンゲラ鉄道 |
| オーストラリア   | クイーンズランド、西オーストラリア、南オーストラリア、タスマニア |
| ボツワナ         | |
| カナダ           | ニュー・ブランズウィック鉄道★西部で1880年まで。ニューファンドランド鉄道★全線（1988年9月に廃止）プリンスエドワードアイランド★は1930年まで（改軌後、1989年12月に廃止）。詳しくは英語版カナダの狭軌★を参照。 |
| コンゴ共和国     | |
| コンゴ民主共和国 | |
| コスタリカ       | コスタリカ鉄道公団 |
| エクアドル       | |
| エストニア       | 首都タリンの路面電車 |
| ガーナ           | |
| ハイチ           | ハイチにおいては2路線での使用が確認されている。詳しくはハイチの鉄道を参照。 |
| ホンジュラス     | |
| 香港             | 香港トラム |
| インドネシア     | |
| 日本             | 旧日本国有鉄道（現JR各社）を中心とした大部分。日本における初めての鉄道で使用された。 |
| ロシア           | サハリンの鉄道（2019年まで）（旧樺太鉄道局） |
| 台湾             | 台湾鉄路管理局（旧台湾総督府鉄道） |
| マラウイ         | |
| モザンビーク     | |
| ナミビア         | |
| ニュージーランド | |
| ニカラグア       | 太平洋側の路線 |
| ナイジェリア     | |
| ノルウェー       | カール・アブラハム・ピル によって1861年に開通したノルウェー初の鉄道で使用された。 1,067mmの軌間が「CAP-gauge」と呼ばれのは彼のあだ名に由来しており、ケープ州にちなむという説は間違いとされる。19世紀に1,067mmの軌間でいくらかの鉄道が建設されたが、後に全て標準軌に改軌されている。ただし、保存鉄道のSetesdalsbanen★は 8 km の区間で1,067mmである。 |
| フィリピン       | フィリピン国鉄 |
| 南アフリカ       | |
| スーダン         | |
| スウェーデン     | 19世紀に少数の鉄道があったが、全て廃止された。 |
| タンザニア       | タンザン鉄道のみ |
| アメリカ         | ロサンゼルス鉄道★によって建設された現サンフランシスコ市営鉄道 |
| ザンビア         | |
| ジンバブエ       | ジンバブエ国鉄★ |

## 軌間が 1,000 mm 超、1,067 mm (3 ft 6 in) 未満の国・地域・路線
| 軌間       | 軌間             | 国/地域                    | 記事 |
| メートル法 | ヤード・ポンド法 | 国/地域                    | 記事 |
| ---------- | ---------------- | -------------------------- | --- |
| 1055 mm    | 3 ft 51⁄2 in     | アルジェリア               | |
| 1,050 mm   | 3 ft 51⁄3 in     | ヨルダン                   | ヒジャーズ鉄道 |
| 1,050 mm   | 3 ft 51⁄3 in     | シリア                     | ヒジャーズ鉄道 |
| 1,050 mm   | 3 ft 51⁄3 in     | レバノン、シリア           | ベイルート-ダマスカスの間の路線（レバノンで途絶） |
| 1,050 mm   | 3 ft 51⁄3 in     | イスラエル、サウジアラビア | 全て廃止されている。 |
| 1,009 mm   | 3 ft 311⁄16 in   | ブルガリア                 | ソフィアの2路線（標準軌）を除く路面電車、初期は 1,000 mm であった。第二次世界大戦時、戦場となったため、路面状況が悪化したが、この時、1,013mmに拡張された。それ以降1,009mmに狭められ、さらに1,000mmまで狭められたが、これらの変更は路盤のみで車両に影響はなかった。 |

## 軌間が 1,000 mm（メートル軌間）の国・地域・路線
| 国/地域          | 記事 |
| ---------------- | --- |
| アルゼンチン     | ベルグラーノ将軍鉄道 ミトレ将軍鉄道の一部（サンティアゴ・デル・エステロ市内、1676 mmから改軌） |
| バングラデシュ   | |
| ベナン           | 詳しくは英語版ベナンの鉄道★を参照。 |
| ブラジル         | 1435 mmおよび1600 mmの路線を除くほぼすべての路線 |
| ボリビア         | 全て |
| ブルキナファソ   | 詳しくは英語版ブルキナファソの鉄道★を参照。 |
| ミャンマー       | |
| カンボジア       | |
| カメルーン       | 詳しくは英語版カメルーンの鉄道★を参照。 |
| チリ             | チリ国鉄・タルカ - コンスティトゥシオン支線 チリ北部鉄道（チリ縦貫鉄道中北部k） アントファガスタ・ボリビア鉄道★ アリカ・ラパス鉄道（チリ国鉄保有）★ |
| 中国             | 中国国鉄昆石線、昆河線 |
| クロアチア       | ザグレブ、オシエクの各路面電車 |
| デンマーク       | 地方鉄道で存在したが、全て廃止され、デンマーク鉄道博物館にオールフス★で使用された路面電車が展示されている。 |
| ジブチ           | ジブチ-アディスアベバ間 |
| エチオピア       | アディスアベバ-ジブチ間 |
| フィンランド     | ヘルシンキ・トラム |
| フランス         | 歴史的には多くの地方、地域の鉄道で用いられたが、残るのは少数であり、ヴァロルシヌ-サンジェルヴェレバン線★、イエロートレイン★、フランス国鉄の一部、プロヴァンス鉄道 、コルシカ鉄道などが含まれる。リール、サンチティエンヌの路面電車もメーターゲージ。                                                                      |
| ドイツ           | ハルツ狭軌鉄道★、多くの路面電車が該当する(フライブルク、アウクスブルク、ウルム、マンハイムなど)。 |
| ギリシャ         | ペロポネソス半島の路線 |
| インド           | Pachora-Jamner line★ ほか多数 |
| コートジボワール | 詳しくは、英語版コートジボワールの交通★を参照。 |
| イラク           | |
| ケニア           | |
| ラオス           | タイ国鉄のラオス国内区間（3.5 km） |
| ラトビア         | リエパーヤの路面電車 |
| マダガスカル     | |
| マレーシア       | マレー鉄道 |
| マリ             | 詳しくは、英語版マリの交通★を参照。 |
| ノルウェー       | Thamshavnbanen（保存鉄道）トロンハイムの路面電車★ (Gråkallbanen★) |
| パキスタン       | 詳しくは、英語版パキスタンの交通★を参照。 |
| ポーランド       | |
| ポルトガル       | |
| ルーマニア       | アラド、ヤシ、シビウの路面電車。 ガラツィの路面電車も過去にメートルゲージであったが、1975年に標準軌に改軌された。 |
| ロシア           | カリーニングラード-ピャチゴルスクを結ぶ路面電車。 |
| セネガル         | 詳しくは、英語版セネガルの交通★を参照。 |
| セルビア         | ベオグラードの路面電車★、シャルガン・エイト★ |
| シンガポール     | マレー鉄道 |
| スロバキア       | スロバキア国鉄タトラ電気鉄道 (Tatranské elektrické železnice, 35.0 km) シュトルバ-シュトルブスケー・プレソ間ラック式鉄道 (Ozubnicová železnica Štrba - Štrbské Pleso, 4.8 km) チェルメリュ鉄道（コシツェ子供鉄道、Čermeľská železnica、4.2 km） ブラチスラヴァ交通企業 (Dopravný podnik Bratislava) 市内電車線（39.6 km） |
| スペイン         | スペイン狭軌鉄道のうち北西地方の路線とトランスカンタブリコ線を含む。バスク鉄道およびビルバオの地下鉄と路面電車。 バルセロナ地下鉄の8号線及びカタルーニャ公営鉄道が運営するS4、S8、R5、R6の各路線。 セルカニアス マドリードのC-9線。                                                                                       |
| スイス           | ほとんどの通勤路線、山岳鉄道、ラック式鉄道と、一部の長距離路線、路面電車。 |
| タンザニア       | タンザン鉄道以外の路線。 |
| タイ             | タイ国鉄 |
| チュニジア       | 詳しくは、英語版チュニジアの交通★を参照。 |
| トルコ           | イスタンブール市内の鉄道★ |
| ウガンダ         | |
| ウクライナ       | リヴィウ、ヴィーンヌィツャ、ジトーミル、エフパトリア★の各路面電車 |
| ベトナム         | |

## 軌間が 579 mm 以上、1,000 mm 未満の国・地域・路線
ナローゲージのうち、579 mm 以上、1,000 mm 未満の国・地域・路線
| 軌間                        | 軌間                                      | 国/地域                  | 記事 |
| メートル法                  | ヤード・ポンド法                          | 国/地域                  | 記事 |
| --------------------------- | ----------------------------------------- | ------------------------ | --- |
| 950 mm                      | 3 ft 12⁄5 in                              | イタリア                 | 過去に法律で定められていたもので、現在は地方鉄道に残る |
| 950 mm                      | 3 ft 12⁄5 in                              | エリトリア               | |
| 950 mm                      | 3 ft 12⁄5 in                              | ソマリア                 | モガディシオ・ヴィラブルッチ鉄道（モガディシュ - ジョハール、廃線） |
| 914 mm                      | 3 ft 0 in                                 | オーストラリア           | パウエルタウンのトロッコ★、民間の木材運搬用. |
| 914 mm                      | 3 ft 0 in                                 | カナダ                   | ホワイトパス・ユーコン鉄道★。詳しくは、英語版カナダの狭軌鉄道★を参照。 |
| 914 mm                      | 3 ft 0 in                                 | コロンビア               | 詳しくは、英語版コロンビアの鉄道★を参照。 |
| 914 mm                      | 3 ft 0 in                                 | エルサルバドル           | |
| 914 mm                      | 3 ft 0 in                                 | グアテマラ               | グアテマラの鉄道、グアテマラ鉄道★ |
| 914 mm                      | 3 ft 0 in                                 | ハイチ                   | 2路線で使用していることが確認されている。詳しくは、ハイチの鉄道を参照。 |
| 914 mm                      | 3 ft 0 in                                 | アイルランド             | ドニゴールの鉄道（County Donegal Railways Joint Committee★ただし、廃止後、保存）、ロンドンデリー&ラスミュラン鉄道★（廃止）、キャバン&リートリム鉄道★（廃止後、保存）、ウエストクレール鉄道★（廃止後、保存）、 バリーキャッスル★（廃止）ジャイアンツ・コーズウェー鉄道★（廃止後、保存）バリーメナ&コルレーン鉄道★（廃止）ボルド・ナ・モーナ★における広範囲の産業鉄道網 |
| 914 mm                      | 3 ft 0 in                                 | マン島                   | マン島電気鉄道★及びマン島鉄道★ |
| 914 mm                      | 3 ft 0 in                                 | ペルー                   | ワンカヨ-ワンカーヨ間ただし、標準軌に改軌済み、詳しくは英語版Railroad Development Corporation★を参照。ペルー・レイルのクスコ-マチュ・ピチュ間。フェロカリル・セントラル・アンディノ★ |
| 914 mm                      | 3 ft 0 in                                 | スペイン                 | バレアレス諸島の鉄道（ Palma-Soller-Puerto de Soller line） |
| 914 mm                      | 3 ft 0 in                                 | アメリカ                 | コロラド州内：カンブレス&トルテック鉄道★、ジヨージタウン・ ループ鉄道★、デュランゴ・アンド・シルバートン・ナロー・ゲージ鉄道★、ユタ州へ路線を延ばしていたウインタ鉄道★。 カリフォルニア州：ディズニーランド鉄道（ディズニーランド内）、ノース・パシフィック・コースト鉄道★、サザン・パシフィック・コースト鉄道★、ゴーストタウン&ギャリコ鉄道★（ナッツベリーファーム内）、 ヨセミテ・マウント・シュガー・パイン鉄道★（ヨセミテ国立公園内）、ロアリングキャンプ&ビッグツリー・ナローゲージ鉄道★、ウエストサイド・ランバー・カンパニー・レイルウェイ★、ネバダ州へ路線を延ばしていたカーソン&コロラド鉄道★。 フロリダ州：ディズニーランド鉄道（ウォルト・ディズニー・ワールド・リゾート内）。 ニューヨーク州：キャッツキル登山鉄道、キャッツキル&タンナーヴィル鉄道★、オーティス・エレベーティング鉄道、 オレゴン州：サンプター峡谷鉄道★ |
| 914 mm                      | 3 ft 0 in                                 | 日本                     | 九州における馬車鉄道や軌道において多く採用された。本州では石川県の馬車鉄道と唯一の地方鉄道として岡山県の西大寺鉄道が採用している。 |
| 912 mm                      | 2 ft 117⁄8 in                             | ジョージア               | ボルジョミ - バクリアニ★間の 37 km |
| 900 mm                      | 2 ft 117⁄16 in                            | オーストリア             | リンツの路面電車 |
| 900 mm                      | 2 ft 117⁄16 in                            | エストニア               | 鉱山鉄道 (Vaivara-Viivikonna mine railway) 。第二次世界大戦中に標準軌に改軌され、さらに戦後、1,520 mm に改軌された。 |
| 900 mm                      | 2 ft 117⁄16 in                            | ドイツ                   | モリー鉄道 |
| 900 mm                      | 2 ft 117⁄16 in                            | ジョージア（アブハジア） | ノヴィ・アフォン洞窟鉄道 |
| 900 mm                      | 2 ft 117⁄16 in                            | ポーランド               | クラクフの路面電車（1953年、標準軌に再改軌されている） |
| 900 mm                      | 2 ft 117⁄16 in                            | ポルトガル               | リスボンの路面電車 |
| 891 mm                      | 2 ft 111⁄10 in （3 スウェーデンフィート） | スウェーデン             | 19世紀から20世紀初頭に掛けて多くの私鉄が建設された。SJの路線（通常は標準軌）にも存在するが、SJが建設したものではなく、買収した私鉄が建設したものである。その内、ほとんどが標準軌に改軌されており、唯一、ロスラグスバナン★（ストックホルムから北部へ延びる近郊電車）が残る。その他、保存鉄道として存在する路線もある。 |
| 850 mm                      |                                           | イタリア                 | ポンテ トレーザ - ルイノ間 （1924年に1,100mmへ改軌、1950年廃止） メナッジョ-ポルレッツァ（1939年廃止） |
| 838 mm                      | 2 ft 9 in                                 | 日本                     | 工部省釜石鉄道、阪堺鉄道（1897年改軌） |
| 825 mm                      | 2 ft 81⁄2 in                              | イギリス                 | フォルクス電気鉄道★ |
| 802 mm                      |                                           | スウェーデン             | スウェーデンにおいては891mm以下で一番用いられた軌間。ヴェルムランド のヘッレフォシュ★・フレドリクスベリー★鉄道Hällefors-Fredriksberg Railways★（1874年開業、1970年廃止）で採用されていたが、この鉄道は延伸することなく、現在残っていない。 |
| 800 mm                      | 2 ft 71⁄2 in                              | スイス                   | 多くのラック式鉄道と山岳鉄道において採用されている。 |
| 800 mm                      | 2 ft 71⁄2 in                              | ウェールズ               | スノードン登山鉄道 |
| 785 mm                      | 2 ft 69⁄10 in                             | ポーランド               | |
| 762 mm                      | 2 ft 6 in                                 | オーストラリア           | 詳しくは、英語版パッフィン・ビリー鉄道★を含むヴィクトリア鉄道のナローゲージ★を参照。 |
| 762 mm                      | 2 ft 6 in                                 | ブラジル                 | ミナスジェライスのEFOM★、ただし、サンジョアンデルレイ★-チラデンチス★間のみ。 |
| 762 mm                      | 2 ft 6 in                                 | チリ                     | アントファガスタ・ボリビア鉄道（1,000 mmへ改軌） |
| 762 mm                      | 2 ft 6 in                                 | エストニア               | 第二次世界大戦中、タムサル★の石灰工場の産業鉄道で使用されていたが、元々は750mmであり、パイデ★・タムサル鉄道の一部であった。現在は廃止されている。 |
| 762 mm                      | 2 ft 6 in                                 | ハイチ                   | 2路線で採用 |
| 762 mm                      | 2 ft 6 in                                 | インド                   | カルカ・シムラ鉄道 ほか |
| 762 mm                      | 2 ft 6 in                                 | 日本                     | 日本における軽便鉄道において多く採用されている。現在残るのは四日市あすなろう鉄道の内部線・八王子線、黒部峡谷鉄道及び黒部専用鉄道、三岐鉄道の北勢線。日本において初めてこの軌間を採用したのは伊予鉄道（1931年、全線改軌完了）。なお、安房森林軌道（現存）魚梁瀬森林鉄道（廃止）などの森林鉄道、北海道における殖民軌道/簡易軌道（例：歌登町営軌道）でも多く採用されている。 |
| 762 mm                      | 2 ft 6 in                                 | シエラレオネ             | |
| 762 mm                      | 2 ft 6 in                                 | スリランカ               | ケラニ峡谷鉄道★（広軌へ改軌） |
| 762 mm                      | 2 ft 6 in                                 | 台湾                     | 阿里山森林鉄路 |
| 762 mm                      | 2 ft 6 in                                 | アメリカ                 | オマハ動物園鉄道★（オマハのヘンリードリー動物園★内）、ワシントンパーク動物園鉄道★（オレゴン州ポートランド、ワシントンパーク★内）。その他、カリフォルニアの森林鉄道の多くが採用している。 |
| 762 mm                      | 2 ft 6 in                                 | イギリス                 | アルフォーフォード・サットントラムウェイ★、リーク・マニフォールド峡鉄道★、ウェルッシュプール・アンド・クランヴァイア鉄道★、アーモンド峡谷鉄道★、シッチングボーン・ケムズレー鉄道★、グレート・ホィップスネイド鉄道★ |
| 760 mm                      | 2 ft 59⁄10 in                             | オーストリア             | チャグンス・パルテネン鉄道★、ブレゲンツァーワルト鉄道、ドイチュランツベルク森林鉄道★、ファイストリッツタール鉄道★、グルクタール鉄道★、ヘレンタール鉄道（ニーダーエスターライヒ）★、カルムバッハ森林鉄道★、オーバー・グラフェンドルフ・グレーシュテン地方鉄道★、マリアツェル鉄道★、Lokalbahn Mixnitz–Sankt Erhard★、ムアタール鉄道★、ピンツガウ地方鉄道★、 ザルツカンマーグート地方鉄道★、Stainzerbahn、シュタイヤータル鉄道★、イップス市電★、タウラッハ鉄道★、Thörlerbahn★、Vellachtalbahn★、ライヒラミング森林鉄道★、ヴァルトフィアテル狭軌鉄道★、イップスタール鉄道★、ツィンタール鉄道★ |
| 760 mm                      | 2 ft 59⁄10 in                             | ブルガリア               | 過去にはいくつか存在したが、現在ではセプテムヴリ - ドブリニシテ★間 (125.3 km)のみ |
| 760 mm                      | 2 ft 59⁄10 in                             | ハイチ                   | 2路線で使用されているとされるが、760 mmを用いているという情報も存在 |
| 760 mm                      | 2 ft 59⁄10 in                             | ハンガリー               | |
| 760 mm                      | 2 ft 59⁄10 in                             | イタリア                 | ヴァルディ・フィエンメ鉄道★、ヴァル・ガルデーナ鉄道★、ロベレート・アルコ・リーヴァ鉄道★ |
| 760 mm                      | 2 ft 59⁄10 in                             | ルーマニア               | 複数の観光鉄道で採用 |
| 760 mm                      | 2 ft 59⁄10 in                             | スロバキア               | スロバキア国鉄トレンチーン電気鉄道 (Trenčianska elektrická železnica, 5.43 km) 保存森林鉄道のチエルニフロン鉄道 (Čiernohronská železnica, 15 km)、歴史森林開拓鉄道（Historická lesná úvraťová železnica, 旧キスツェ=オラヴァ森林鉄道、3.6 km）、ポヴァジュスク森林鉄道（Považská lesná železnica、休止） ニトラ・スロバキア農業博物館 (Slovenské poľnohospodárske múzeum v Nitre) 構内保存鉄道 (2.6 km) |
| 750 mm                      | 2 ft 51⁄2 in                              | アルゼンチン             | ベルグラーノ将軍鉄道の一部（77.2 km の区間、1960年代から70年代にかけて1,000mmに改軌） ロカ将軍鉄道の一部（オールド・パタゴニア急行） |
| 750 mm                      | 2 ft 51⁄2 in                              | エクアドル               | |
| 750 mm                      | 2 ft 51⁄2 in                              | エストニア               | 一部 |
| 750 mm                      | 2 ft 51⁄2 in                              | ギリシャ                 | ペロポネソス半島北部の路線ディアコフト★-カラブリタ★間のラック式鉄道 |
| 750 mm                      | 2 ft 51⁄2 in                              | ドイツ                   | レースニッツグルント鉄道★、ヴァイセリッツタル鉄道★、デールニッツ鉄道★、ザクセン・オーバーラウヅィッツ鉄道の内、ツィッタウ・オイビン・ヨーンスドルフ鉄道★ |
| 750 mm                      | 2 ft 51⁄2 in                              | ラトビア                 | 一部 |
| 750 mm                      | 2 ft 51⁄2 in                              | リトアニア               | 一部 |
| 750 mm                      | 2 ft 51⁄2 in                              | ノルウェー               | アーケシュフース県のurskog-Høland★に保存鉄道として1路線。 |
| 750 mm                      | 2 ft 51⁄2 in                              | ポーランド               | 一部 |
| 750 mm                      | 2 ft 51⁄2 in                              | ロシア                   | 一部 |
| 750 mm                      | 2 ft 51⁄2 in                              | スイス                   | 一部 |
| 700 mm                      | 2 ft 31⁄2 in                              | デンマーク               | 甜菜輸送用鉄道では標準とされたが現存せず |
| 686 mm                      | 2 ft 3 in                                 | ウェールズ               | ティウィン鉄道★ コリス鉄道★ Plynlimon and Hafan Tramway★ |
| 686 mm                      | 2 ft 3 in                                 | スコットランド           | キャンベルタウン・マクリハニッシュ鉄道★ |
| 666 mm                      |                                           | 日本                     | 山梨馬車軌道（1928年廃止） |
| 660 mm                      |                                           | 日本                     | 本郷軌道（1954年廃止） |
| 610 mm                      | 2 ft 0 in                                 | オーストラリア           | クィーンズランドにおける広範囲のサトウキビ輸送鉄道網 |
| 610 mm                      | 2 ft 0 in                                 | インド                   | ダージリン・ヒマラヤ鉄道 |
| 610 mm                      | 2 ft 0 in                                 | 日本                     | 現存するのは立山砂防工事専用軌道と釧路コールマイン。一部、有志により保存されているものも存在する。その他過去に庁南茂原間人車軌道、夷隅軌道、神岡軌道など。また、人車軌道、産業鉄道、工事用軌道、鉱山内軌道でも採用されていた。 |
| 610 mm                      | 2 ft 0 in                                 | メキシコ                 | コルドバ・ワッツスコ鉄道★ カサデロ・サンパブロ鉄道★ オルノス鉄道★ |
| 610 mm                      | 2 ft 0 in                                 | 南アフリカ               | ポート・エリザベス - アヴォンツール間 (284 km) ポートシェプストン - ハーディング間 (122 km) |
| 610 mm                      | 2 ft 0 in                                 | イギリス                 | 多数の鉄道で採用 |
| 610 mm                      | 2 ft 0 in                                 | アメリカ                 | マサチューセッツ州：ビレリカ・ベッドフォード鉄道★、エダヴィル鉄道★ メイン州：サンディリバー・レンジリーレイク鉄道★、ブリッジトン・アンド・サコ・リバー鉄道★、モンソン鉄道★、ケネベックセントラル鉄道★、ウィスカセット・ウォータービル・アンド・ファーミントン鉄道★、S. D. ウォーレン製紙工場★、メインナローゲージ鉄道博物館★、ブースベイハーバー★（24インチナローゲージ鉄道博物館による支援の元、運営されている） ペンシルベニア州：マウント・グレトナ狭軌鉄道 ★ コロラド州：ギルピントラム★、ギルピンクリーク・ビクター鉄道★ ニューメキシコ州：シルバーシティ・ピノスアルトス・モンゴラン鉄道★ |
| 610 mm                      | 2 ft 0 in                                 | 台湾                     | 過去に一部の炭鉱鉄道で存在 |
| 606 mm                      |                                           | 日本                     | 城東馬車鉄道（後の堀之内軌道）（1923年以降、順次762mmへ改軌。1935年廃止） |
| 603 mm                      | 1 ft 113⁄4 in                             | ウェールズ               | ヴェール・オヴ・レイドール鉄道★ |
| 600 mm （ドゴービルゲージ） | 1 ft 115⁄8 in                             | アルゼンチン             | イグアス・熱帯雨林環境列車★ |
| 600 mm （ドゴービルゲージ） | 1 ft 115⁄8 in                             | ブラジル                 | ペルス - ピラポラ鉄道（保存鉄道） |
| 600 mm （ドゴービルゲージ） | 1 ft 115⁄8 in                             | エストニア               | 一部 |
| 600 mm （ドゴービルゲージ） | 1 ft 115⁄8 in                             | イングランド             | リントン・バーンステープル鉄道★ |
| 600 mm （ドゴービルゲージ） | 1 ft 115⁄8 in                             | フランス                 | コルシカ島のカルバドス鉄道★、第一次世界大戦中の塹壕鉄道★ |
| 600 mm （ドゴービルゲージ） | 1 ft 115⁄8 in                             | ドイツ                   | ドイツ帝国陸軍の野戦軽便鉄道 (Heeresfeldbahn★) |
| 600 mm （ドゴービルゲージ） | 1 ft 115⁄8 in                             | ギリシャ                 | ペリオン登山鉄道 |
| 600 mm （ドゴービルゲージ） | 1 ft 115⁄8 in                             | ハンガリー               | Almamellék State Forest Railway、ケメンチェ森林博物館鉄道 (Kemence Forest Museum Railway)、（いずれも詳細不明） |
| 600 mm （ドゴービルゲージ） | 1 ft 115⁄8 in                             | ラトビア                 | |
| 600 mm （ドゴービルゲージ） | 1 ft 115⁄8 in                             | メキシコ                 | タクバヤ鉄道★（メキシコシティの遊園地内） |
| 600 mm （ドゴービルゲージ） | 1 ft 115⁄8 in                             | ナミビア                 | en:Otavi Mining and Railway Company★（オタビ★にあった鉱山鉄道） |
| 600 mm （ドゴービルゲージ） | 1 ft 115⁄8 in                             | ポーランド               | Żnińska Kolej Powiatowa 。クヤヴィ＝ポモージェ県に記述、画像あり。（ジュニン、ヴェネツヤ★、ビスクピン★、ゴンサヴァ★を結ぶ狭軌鉄道） |
| 600 mm （ドゴービルゲージ） | 1 ft 115⁄8 in                             | スウェーデン             | 過去に一部が保存されているが詳細は不明。 （ムンケダール ★、マリエフレッド★-Läggesta★間など） |
| 600 mm （ドゴービルゲージ） | 1 ft 115⁄8 in                             | ウェールズ               | フェスティニオグ鉄道★（保存鉄道）ウェールズハイランド鉄道★ |
| 600 mm （ドゴービルゲージ） | 1 ft 115⁄8 in                             | 日本                     | 鉄道連隊、千葉県営鉄道八街線（後の成田鉄道八街線、1940年廃止）多古線（1928年、1,067mmへ改軌、後の成田鉄道多古線、1946年廃止） |
| 600 mm （ドゴービルゲージ） | 1 ft 115⁄8 in                             | 中国                     | 雲南に存在 |

## 軌間が 578 mm 以下の国・地域・路線
| 軌間                        | 軌間             | 国             | 記事 |
| メートル法                  | ヤード・ポンド法 | 国             | 記事 |
| --------------------------- | ---------------- | -------------- | --- |
| 578 mm                      | 1 ft 103⁄4 in    | ウェールズ     | ペンリン採石場鉄道★ |
| 576 mm                      |                  | 日本           | 群馬馬車鉄道（1908年高崎水力電気に合併、1910年1067mmに改軌、1927年東武伊香保軌道線、1956年廃止）                                                                            |
| 558 mm                      | 1 ft 10 in       | ドミニカ共和国 | 詳しくは、英語版「ドミニカ共和国の交通」を参照。 |
| 500 mm （ドゴービルゲージ） | 1 ft 73⁄4 in     | アルゼンチン   | 南フエゴ鉄道、ティエラ・デル・フエゴ国立公園（ウシュアイア） |
| 500 mm （ドゴービルゲージ） | 1 ft 73⁄4 in     | フランス       | ドゴービル社発祥の地だけに、各種の鉄道があった。 |
| 500 mm （ドゴービルゲージ） | 1 ft 73⁄4 in     | イギリス       | |
| 508 mm                      |                  | 日本           | 鉱山、工場などで採用されていた（例：別子銅山）。 |
| 500 mm                      |                  | 日本           | 明神電車（1941年、762mmへ改軌）など |
| 482 mm                      | 1 ft 7 in        | マン島         | グレートラクシー鉱山鉄道★ |
| 457 mm                      | 18 in            | イギリス       | サンド・ ハットン鉄道★、スティープル・グランジ鉄道★、クルー・ワークス鉄道★、ロイヤル・アーセナル鉄道★                                                                       |
| 457 mm                      | 18 in            | アメリカ       | ビリー・ジョーンズのワイルドキャッツ鉄道★ |
| 381 mm                      | 15 in            | イギリス       | ダッフィールド・バンク鉄道★、イートン・ホール鉄道★、ペリーグローブ鉄道★、レーブングラス・アンド・エスクデール鉄道、ビュア・バレー鉄道★、ロムニー・ハイス&ディムチャーチ鉄道 |
| 381 mm                      | 15 in            | アメリカ       | レッドウッド峡谷鉄道★ |
| 381 mm                      | 15 in            | ドイツ         | ドレスデンパーク鉄道★ |